# Plocoscelus
Genre
Plocoscelus est un genre d'insectes diptères brachycères de la famille des Micropezidae.

## Liste des espèces
Plocoscelus arthriticus - 
Plocoscelus brevipennis - 
Plocoscelus camptomerus - 
Plocoscelus cinnameus - 
Plocoscelus conifer - 
Plocoscelus harenosus - 
Plocoscelus modestus - 
Plocoscelus niger - 
Plocoscelus nitidus - 
Plocoscelus peruanus - 
Plocoscelus picinus - 
Plocoscelus plurimaculatus - 
Plocoscelus podagricus - 
Plocoscelus punctipennis - 
Plocoscelus schilidi - 
Plocoscelus setosus - 
Plocoscelus townsendi